# Gleichnis vom reichen Kornbauern

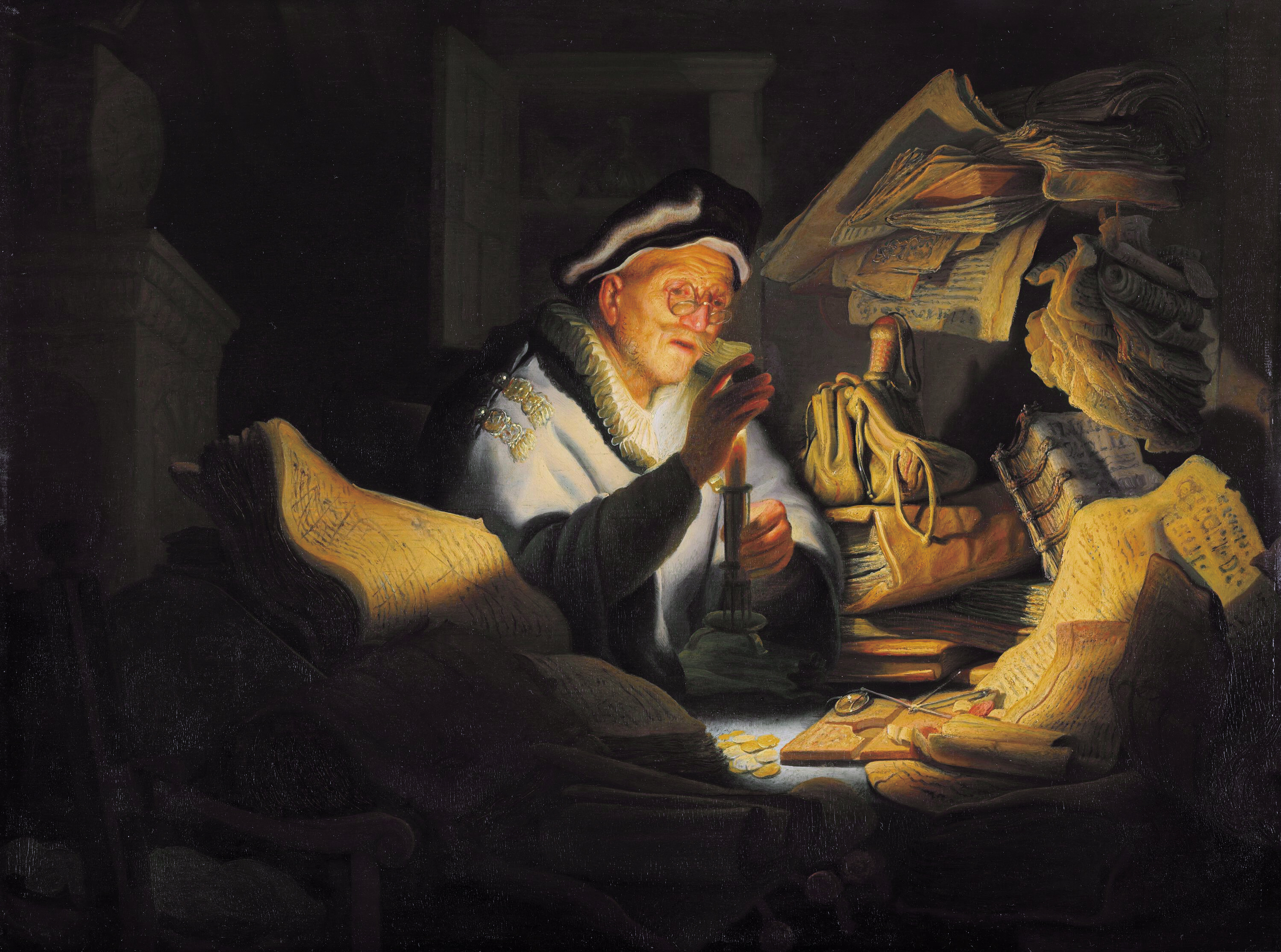
Das Gleichnis in einer Darstellung Rembrandts

Das Gleichnis vom reichen Kornbauern ist ein Gleichnis Jesu, das als Sondergut im Evangelium nach Lukas steht.

## Wortlaut
Das Gleichnis in der Lutherübersetzung (revidierte Fassung von 1984):

„Und er sagte ihnen ein Gleichnis und sprach: Es war ein reicher Mensch, dessen Feld hatte gut getragen. Und er dachte bei sich selbst und sprach: Was soll ich tun? Ich habe nichts, wohin ich meine Früchte sammle. Und sprach: Das will ich tun: Ich will meine Scheunen abbrechen und größere bauen und will darin sammeln all mein Korn und meine Vorräte und will sagen zu meiner Seele: Liebe Seele, du hast einen großen Vorrat für viele Jahre; habe nun Ruhe, iss, trink und habe guten Mut! Aber Gott sprach zu ihm: Du Narr! Diese Nacht wird man deine Seele von dir fordern; und wem wird dann gehören, was du angehäuft hast? So geht es dem, der sich Schätze sammelt und ist nicht reich bei Gott.“

## Deutung
Das Gleichnis ist eine warnende Beispielgeschichte, in der der Kornbauer als Großgrundbesitzer zu verstehen ist. Auch wenn sein Verhalten grundsätzlich erst einmal vernünftig ist, so ist es doch auch wieder kurzsichtig. Schon im Alten Testament wird ein vergleichbares Verhalten als typisch für einen Narren dargestellt (vgl. z. B. Ps 39,5–7  oder Hi 5,3–5 ). Im Angesicht des mit dem Kommen Jesu Christi anbrechenden Reich Gottes ist ein solches Verhalten noch sehr viel mehr töricht. „Reichtum bei Gott“ würde ein Mensch vielmehr dadurch gewinnen, dass er seinen irdischen Besitz mit anderen Menschen teilt.